# Belagerung von Dschalalabad
Ghazni – Khelat – Kahun – Gandamak – Dschalalabad – Kabul
Die Belagerung von Dschalalabad dauerte fünf Monate während des Ersten Anglo-Afghanischen Kriegs.

## Vorgeschichte
In der ersten Phase des Ersten Anglo-Afghanischen Krieges konnten die Briten am 7. August 1839 Kabul einnehmen. Ein Großteil der Army of the Indus kehrte nach Britisch-Indien zurück. Brigadier Robert Henry Sale war mit seiner Brigade auf dem Rückweg von Kabul nach Britisch-Indien und sollte auf dem Weg dahin die Pässe bis Dschalalabad sichern. Er marschierte am 12. Oktober 1841 aus Butkhak ab und führte auf dem Weg eine Reihe von Gefechten.
Am 10. November erhielt Sale Nachricht vom Ausbruch des Aufstands in Kabul und der Ermordung Alexander Burnes’ sowie einen Befehl General William Elphinstones nach Kabul zurückzukehren. Nach Beratung mit seinen Offizieren entschied er sich, weiter nach Dschalalabad zu ziehen. Am 12. November erreichten die Briten ihr Ziel.

## Verlauf der Belagerung
Am 15. November 1841 schrieb Sale an Elphinstone und legte ihm die Gründe für seine Entscheidung dar, nämlich dass es aus logistischen Gründen fast unmöglich gewesen sei, bis Kabul durchzubrechen, und, selbst wenn es ihm gelungen wäre, sich die Garnison in Kabul nicht halten könnte. Es sei besser, das Fort von Dschalalabad in Verteidigungsbereitschaft zu versetzen, damit die Kabuler Garnison sich darauf zurückziehen könne, um dort auf Verstärkung aus Peschawar zu warten. Diese Entscheidung wurde später kritisiert, da ein Durchbruch nach Kabul möglich gewesen sei beziehungsweise eine Stellung bei Gandamak, also näher an Kabul, nützlicher gewesen wäre.
Das Fort von Dschalalabad war in schlechtem Zustand und musste erst wieder in Stand gesetzt werden. Sale verfügte über etwa 2.000 Mann: 700 Mann des 13th Light Infantry Regiment, 750 Mann des 35th Native Infantry Regiment. 150 Sappeure, 40 Mann afghanische Infanterie, eine Schwadron mit 130 Mann der 5th Bengal Cavalry, 90 Mann Schah Schudschas und 180 Mann Train und Artillerie. Am 14. November erfolgte ein Ausfall, der die Umgebung vom Feind säuberte und Nachschub ins Fort brachte. Bis Ende des Monats war das Fort von etwa 6.000 Afghanen umstellt. Am 1. Dezember erfolgte ein weiterer Ausfall, der den Abschluss der Verteidigungsstellungen ermöglichte.
Am 6. Januar 1842 begann der Rückzug der Kabuler Garnison unter Elphinstone. Am 9. Januar erhielt Sale Befehl von Elphinstone, Dschalalabad aufzugeben und sich nach Peschawar zurückzuziehen, da Mohammed Akbar, der Führer der Aufständischen, Freies Geleit zugesagt habe. Sale verweigerte diesen Befehl. Die Armee Elphinstones wurde auf dem Rückzug von Kabul vollständig vernichtet. Am 13. Januar erreichte, nach der Schlacht von Gandamak, der Militärarzt William Brydon als einziger Überlebender Dschalalabad.
Sale traf die endgültige Entscheidung, Dschalalabad zu halten und auf Entsatz zu warten. Am 26. Januar erhielten die Belagerten ein Angebot Schodscha Schahs, das Fort aufzugeben. Sale war geneigt, Dschalalabad zu verlassen; fast alle anderen Offiziere sprachen sich jedoch dagegen aus. Sales Verhalten sorgte später für Kritik an seiner Person.

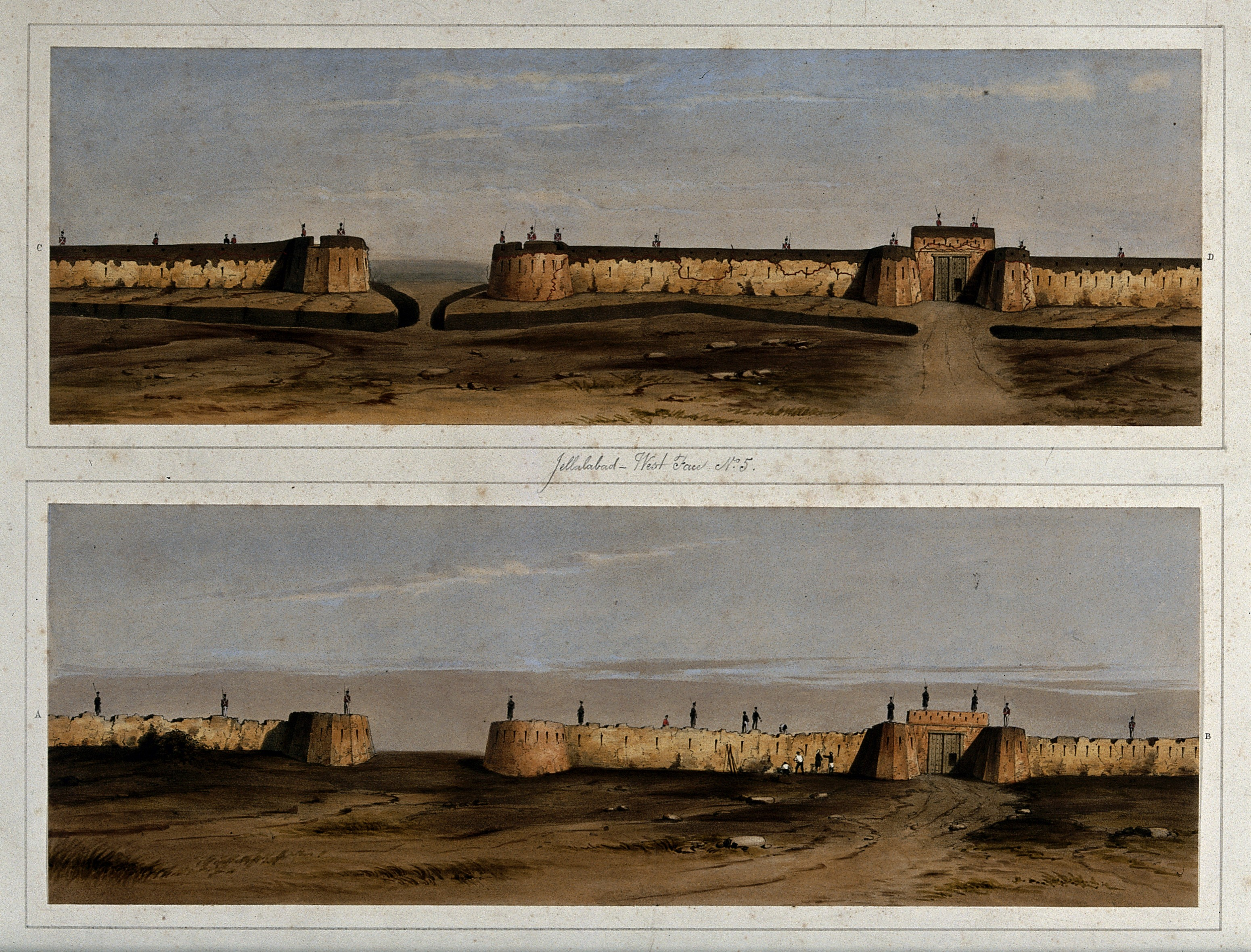
Erdbebenschäden an den Wällen des Forts

Am 19. Februar beschädigte ein Erdbeben das Fort schwer.
Am 28. Februar, 2. März und 3. März griffen die Afghanen das Fort erfolglos an. Am 1. März, 24. März und 1. April unternahmen die britischen Verteidiger Ausfälle. Bei letzterem gelang es ihnen, 500 Schafe von den Afghanen zu erbeuten, was die Versorgungslage sehr verbesserte. Das 35th Native Infantry Regiment verzichtete zu Gunsten des britischen 13th Light Infantry Regiments auf seinen Anteil, da sie der Meinung waren, die Europäer wären eher auf Fleisch angewiesen.
Am 5. April erreichte die falsche Nachricht das Fort, eine Entsatzarmee unter George Pollock sei am Chaiber-Pass geschlagen worden. Bereits am Abend wurde aber bekannt, dass Pollock siegreich gewesen war. Trotzdem entschied Sale sich zu einem Angriff auf die Belagerungsarmee. Bei Sonnenaufgang des 7. April begannen die britischen Truppen in drei Kolonnen ihren Angriff. Dabei spielte der Offizier Augustus Abbott als Kommandant der Artillerie eine entscheidende Rolle. Bereits um sieben Uhr war Akbar Khan geschlagen und floh nach Kabul. Das Lager der Afghanen fiel in die Hände der Briten.
Am 16. April erreichte Pollocks Entsatzarmee das Fort.

## Folgen
Alle Verteidiger Dschalalabads erhielten die Dschalalabad-Medaille und einen Geldbetrag. Alle größeren britischen Stützpunkte feuerten einen Salut von 21 Schuss zu Ehren der Verteidiger. Sale wurde in Anerkennung seiner Leistung am 16. Juni 1842 zum Knight Grand Cross of the Order of the Bath (GCB) erhoben.

## Literarische Bearbeitung
Theodor Fontane schrieb 1859 das Gedicht Das Trauerspiel von Afghanistan, das den britischen Rückzug zum Thema hat.